# أرباد توما
أرباد توما (بالمجرية: Toma Árpád)‏ هو لاعب كرة قدم ومدرب كرة قدم مجري في مركز الدفاع، ولد في 3 يناير 1958 في بيتش في المجر. لعب مع Komlói Bányász SK ‏.

## وصلات خارجية
- أرباد توما على موقع الاتحاد الدولي (مؤرشف)  (الإنجليزية)
- أرباد توما على موقع قاعدة بيانات كرة القدم.إي يو (الإنجليزية)